# Jackson Browne (음반)
| 전문가 평가                   | 전문가 평가 |
| 평가 점수                     | 평가 점수   |
| 출처                          | 점수        |
| ----------------------------- | ----------- |
| Allmusic                      | [ 1 ]       |
| Christgau's Record Guide      | B           |
| Encyclopedia of Popular Music | [ 3 ]       |
| The Great Rock Discography    | 8/10        |
| MusicHound Rock               | 2/5         |
| The Rolling Stone Album Guide | [ 4 ]       |

《Jackson Browne》(《Saturate Before Using》이라고 잘못 알려지기도 함)은 1972년 발매된 미국의 싱어송라이터 잭슨 브라운의 데뷔 스튜디오 음반이다. 이 음반은 빌보드 200 차트에서 53위로 정점을 찍었고, 팝 싱글 차트에서 8위로 정점을 찍은 〈Doctor, My Eyes〉와 48위에 오른 〈Rock Me on the Water〉로 두 개의 싱글이 발매되었다.

## 배경
브라운은 작곡가로서 작은 성공을 발견했지만 아직 자신의 음반 계약을 얻지 못했다. 1970년 초 데이비드 게펀에게 〈Jamaica Say You Will〉의 데모를 보낸 후, 게펀은 브라운을 위한 음반 계약을 찾기 시작했다. 게펀은 결국 자신의 레이블인 어사일럼 레코드를 설립하고 브라운과 계약했다.
이 음반은 미국 음반 산업 협회로부터 1976년 골드 음반, 1997년 플래티넘 음반 인증을 받았다.

## 제목 혼란
이 음반은 종종 《Saturate Before Using》라고 잘못 불리는데, 이 단어가 음반 커버에 나타나는데, 이는 증발에 의해 내용물을 식히기 위해 물에 포화해야 할 물주머니처럼 보이도록 설계되었기 때문이다. 바로 이러한 이유로 어사일럼 레코드의 임원들은 음반 커버에서 단어를 제거할 것을 제안했고 커버 아트를 거의 전면적으로 거부했다. 그러나 초기 프레스는 텍스트를 포함했을 뿐만 아니라 커버는 물주머니 테마를 더 발전시키기 위해 삼베와 같은 느낌을 전달했다.
음반 제목을 둘러싼 혼란은 음반이 CD 형식으로 전환되었을 때, 쥬얼 케이스의 척추에 그 단어가 음반 제목으로 등장했을 때 되돌아왔다.

## 곡 목록
모든 곡들은 잭슨 브라운에 의해 작사/작곡하였다.
| #  | 제목                       | 재생 시간 |
| -- | -------------------------- | --------- |
| 1. | 〈Jamaica Say You Will〉   | 3:23      |
| 2. | 〈A Child in These Hills〉 | 3:57      |
| 3. | 〈Song for Adam〉          | 5:22      |
| 4. | 〈Doctor, My Eyes〉        | 3:11      |
| 5. | 〈From Silver Lake〉       | 3:49      |

| #  | 제목                      | 재생 시간 |
| -- | ------------------------- | --------- |
| 1. | 〈Something Fine〉        | 3:47      |
| 2. | 〈Under the Falling Sky〉 | 4:08      |
| 3. | 〈Looking into You〉      | 4:20      |
| 4. | 〈Rock Me on the Water〉  | 4:13      |
| 5. | 〈My Opening Farewell〉   | 4:45      |